# Ciência e Cultura
Ciência e Cultura é uma revista científica brasileira publicada pela Sociedade Brasileira para o Progresso da Ciência (SPBC). A revista, criada em 1949,
é publicada três vezes ao ano.